# Lista de filmes portugueses de 2011
Lista de filmes portugueses de longa-metragem lançados comercialmente em Portugal em 2011, nas salas de cinemas.
Nota: Na coluna coprodução, passando o cursor sobre a bandeira aparecerá o nome do país correspondente.
| #  | Filme                        | Realização                                     | Género                    | Estreia         | Coprodução                | Class |
| -- | ---------------------------- | ---------------------------------------------- | ------------------------- | --------------- | ------------------------- | ----- |
| 1  | 48                           | Susana de Sousa Dias                           | Documentário              | 21 de abril     | —                         | M/12  |
| 2  | Águas Mil                    | Ivo Ferreira                                   | Drama                     | 12 de maio      | —                         | M/12  |
| 3  | América                      | João Nuno Pinto                                | Comédia, drama            | 26 de maio      | Brasil · Espanha · Rússia | M/16  |
| 4  | Até Onde?                    | Carlos Magalhães de Barros                     | Mistério, suspense        | 11 de junho     | —                         | M/16  |
| 5  | O Barão                      | Edgar Pêra                                     | Drama, terror, mistério   | 20 de outubro   | —                         | M/12  |
| 6  | Budapeste                    | Walter Carvalho                                | Drama, romance            | 17 de fevereiro | Brasil · Hungria          | M/12  |
| 7  | A Cidade dos Mortos          | Sérgio Tréfaut                                 | Documentário              | 14 de abril     | Egito · Espanha           | M/12  |
| 8  | Cisne                        | Teresa Villaverde                              | Drama                     | 8 de setembro   | —                         | M/12  |
| 9  | Complexo - Universo Paralelo | Mário Patrocínio                               | Documentário              | 13 de janeiro   | —                         | M/12  |
| 10 | Com que Voz                  | Nicholas Oulman                                | Documentário              | 27 de janeiro   | França · Israel           | M/12  |
| 11 | Durante o Fim                | João Trabulo                                   | Documentário              | 23 de junho     | França                    | M/6   |
| 12 | Efeitos Secundários          | Paulo Rebelo                                   | Drama                     | 14 de dezembro  | —                         | M/12  |
| 13 | E o Tempo Passa              | Alberto Seixas Santos                          | Drama                     | 10 de março     | —                         | M/12  |
| 14 | A Espada e a Rosa            | João Nicolau                                   | Drama, aventura, fantasia | 7 de abril      | França                    | M/12  |
| 15 | O Estranho Caso de Angélica  | Manoel de Oliveira                             | Drama                     | 28 de abril     | Brasil · Espanha · França | M/12  |
| 16 | A Morte de Carlos Gardel     | Solveig Nordlund                               | Drama, musical            | 22 de setembro  | —                         | M/12  |
| 17 | No Meu Lugar                 | Eduardo Valente                                | Drama                     | 13 de outubro   | Brasil                    | M/12  |
| 18 | The North Canyon             | Paulo Caldeira Polvo Concepts Garrett McNamara | Documentário              | 21 de outubro   | —                         | M/12  |
| 19 | Perdida Mente                | Margarida Gil                                  | Drama                     | 1 de novembro   | —                         | M/12  |
| 20 | Quem Vai à Guerra            | Marta Pessoa                                   | Documentário              | 16 de junho     | —                         | M/12  |
| 21 | Quinze Pontos na Alma        | Vicente Alves do Ó                             | Drama                     | 7 de abril      | —                         | M/12  |
| 22 | Sangue do Meu Sangue         | João Canijo                                    | Drama, suspense           | 5 de outubro    | —                         | M/16  |
| 23 | Viagem a Portugal            | Sérgio Tréfaut                                 | Drama, romance            | 16 de junho     | —                         | M/12  |